# Олексій Білицький
Олексій Григорович Білицький (? — після 1760) — український політичний та військовий діяч, кошовий отаман Війська Запорозького у 1759—1760 роках.

## Життєпис
Походив зі шляхетського роду Більських. За одними відомостями був поляком, за іншими — українцем. На Запорожжі перетворився на Білицького. З 1745 року він служив у Васюринському курені, у військовій канцелярії, «звідки в разные войсковые нужные и секретные посылки» посилався, а з 1750 року відзначений був званням військового старшини, що свідчить про займання посад або курінного отамана, або осавула чи судді. Потім перейшов до Поповичівського куреня. Був прихильником рішучих дій проти Речі Посполитої та магнатів.
У 1759 році невдоволена козацька сірома діями кошового отамана Григорія Лантуха проти гайдамаків скинула його з уряду та обрала Олексія Білецького. Останній усіляко підтримував гайдамацький рух на Правобережжі. Водночас був відомим покровителем Самарського Пустинно-Миколаївського монастиря, якому наказував допомагати харчами та грошима з млинів та хуторів.
Оскільки внаслідок пожежі значна частина Січі постраждала, Білицький у 1759 році дістав згоду російського Сенату на отримання 3 тис. пудів заліза для ремонту куренів і 1 тис. пудів якорів для чайок. Завдяки цьому було відремонтовано всі будівлі та бойові човни запорожців.
У 1760 році знову стає кошовим. Того року вимушений був боротися з епідемією чуми. У жовтні силами російських військовиків Новосіченського ретраншементу було встановлено карантин навколо Січі. Тому 27 жовтня кошовий отаман Олексій Білицький був змушений просити у секунд-майора А. Какуріна спеціального дозволу, щоб стратити «за городомъ… по здешнему обыкновению» злочинців, які утримувалися у військовій пушкарні.
Водночас у цей час активно листувався з кримським ханом Кирим Ґераєм, ногайськими мурзами та перекопським каймаканом стосовно обопільних майнових претензій запорожців і татар. Отримав від гетьмана та російського уряду наказ не вступати у конфлікти з кримськими татарами. Водночас віддав наказ щодо ведення розвідувальних дій татар і турків стосовно можливої підготовки до війни. Усі отримані відомості передавав до гетьманської канцелярії.
У 1761 році не був обраний на новий строк, поступившись булавою Григорію Лантуху. Про подальшу долю немає відомостей.